# Othreis bilineosa
Othreis bilineosa är en fjärilsart som beskrevs av Walker 1857. Othreis bilineosa ingår i släktet Othreis och familjen nattflyn. Inga underarter finns listade i Catalogue of Life.